# Zuzana Domesová
Zuzana Domesová (* 29. listopadu 1948) je česká politička, dlouholetá místostarostka Hodonína, počátkem 21. století poslankyně Poslanecké sněmovny za ČSSD.

## Biografie
Narodila se v Praze, od dětství ovšem žila na Moravě. V 70. letech 20. století absolvovala Filozofickou fakultu Univerzity Jana Evangelisty Purkyně (dnes Masarykova univerzita), obor filozofie a čeština.
Dlouhodobě působila v politice na krajské úrovni. V krajských volbách roku 2000 a opětovně v krajských volbách roku 2004 byla zvolena do Zastupitelstva Jihomoravského kraje za ČSSD. V krajských volbách v roce 2004 dokonce vedla kandidátní listinu ČSSD na jižní Moravě a byla kandidátkou na hejtmanku. ČSSD tehdy poukazovala na to, že má jako jediná strana v regionu ženu v čele kandidátky. V rámci volební kampaně Domesová absolvovala turné po obcích jižní Moravy se sloganem Vaříme se Zuzanou.
Naopak kratší byla její kariéra v celostátním zákonodárném sboru. Ve volbách v roce 2002 kandidovala do poslanecké sněmovny za ČSSD (volební obvod Jihomoravský kraj). Nebyla zvolena, ale v dubnu 2006 se měla stát poslankyní jako náhradnice poté, co rezignoval poslanec Zdeněk Koudelka. Odmítla ale uprázdněný mandát převzít a tak byla poslankyní jen formálně jeden den. Místo ní do sněmovny zasedla na několik měsíců do konce funkčního období Silva Černohorská. Kandidovala pak v řádných volbách v roce 2006, ale nebyla ani tentokrát zvolena. Do sněmovny ovšem usedla v březnu 2009 jako náhradnice poté, co na poslanecký post rezignoval Michal Hašek. Stala se členkou sněmovního petičního výboru. Ve sněmovně setrvala do voleb v roce 2010.
V komunálních volbách roku 1998, komunálních volbách roku 2002 a komunálních volbách roku 2006 byla zvolena do zastupitelstva města Hodonín za ČSSD. Profesně se k roku 1998 uváděla jako ředitelka školy, následně jako místostarostka. V komunálních volbách roku 2010 do hodonínského zastupitelstva neúspěšně kandidovala znovu, nyní jako bezpartijní na kandidátce Sdružení nestraníků. Důvodem pro rozchod s ČSSD byl fakt, že pro komunální volby roku 2010 ji její domovská strana umístila na nevolitelné místo. Část místní organizace sociální demokracie kritizovala její působení a označovala ji za arogantní. Domesová pak několika funkcionářům ČSSD rozeslala zprávu SMS ve znění „svině zůstane sviní.“ Své vyšachování z kandidátní listiny označila za podraz.